# Masacre de Balad al-Shayj
La Masacre de Balad al-Shayj fue una masacre ocurrida en el Mandato Británico de Palestina, en la ciudad de Balad al-Shayj, que posteriormente sería renombrada como la ciudad israelí de Nesher después del hecho. Ocurrió como respuesta a la masacre de la refinería de petróleo de Haifa, ocurrida el día anterior, cuando 39 trabajadores judíos fueron asesinados, después de un atentado del irgún en el que murieron 6 trabajadores árabes.
Tuvo lugar en la noche del 31 de diciembre al 1 de enero de 1947. Milicianos del Irgún y del Palmaj atacaron la ciudad. Un informe contemporáneo en The Times da la cifra de a 17 palestinos muertos, entre ellos una mujer, y treinta y tres heridos, entre ellos ocho mujeres y nueve niños. Pero distintos reportes de la Haganá hablan de entre 70 y 21 muertos (incluyendo dos mujeres y cinco niños) más 41 heridos entre los palestinos (Cfr. Benny Morris). En esta operación los judíos sufrieron dos bajas.